# Долне Младониці
Долне Младониці (словац. Dolné Mladonice) — село в окрузі Крупіна Банськобистрицького Словаччини. Площа села 6,42 км². Станом на 31 грудня 2017 року в селі проживало 132 жителі. Протікає річка Ялшовік.

## Історія
Перші згадки про село датуються 1391 роком.

## Населення
| Рік:            | 1994. | 2004.    | 2014.    | 2024.   |
| --------------- | ----- | -------- | -------- | ------- |
| Кількість осіб: | 168   | 142      | 126      | 127     |
| Різниця:        |       | -15,47 % | -11,26 % | +0,79 % |

| Рік:            | 2023. | 2024.   |
| --------------- | ----- | ------- |
| Кількість осіб: | 132   | 127     |
| Різниця:        |       | -3,78 % |